# Sierra Corral de los Bandidos
Sierra Corral de los Bandidos är en bergskedja i Mexiko.   Den ligger i delstaten Nuevo León, i den centrala delen av landet, 700 km norr om huvudstaden Mexico City.